# أكسيبان
أكسيبان هو مركب عضوي حلقي غير متجانس مشبع له الصيغة الكيميائية C6H12O.
يتألف المركب بنيوياً من حلقة سباعية حاوية على ذرة أكسجين واحدة؛ ويطلق على مشتقاته اسم أكسيبانات.

## التحضير
يحضر الأكسيبان من تفاعل تحلّق مركب 6،1-هكسانديول في وسط من ثنائي ميثيل سلفوكسيد (DMSO) عند الدرجة 190 °س، وبكن بمردود ضعيف.
وبمردود ضعيف أيضاً يمكن التحضير من تفاعل 6،1-ثنائي كلورو الهكسان مع هيدروكسيد البوتاسيوم.

## الخواص
يوجد المركب في الشروط القياسية على شكل سائل، ذي لون أصفر فاتح، تبلغ قيمة قرينة الانكسار لديه مقدار 1.4400 عند الدرجة 20 °س.
يمكن أن يخضع الأكسيبان إلى تفاعل بلمرة بوجود بادئ كاتيوني مثل C2H5)3OSbCl6) ليشكل صلب بلوري له نقطة انصهار تقع بين 56–58 °س.

## الاستخدامات
يخضع مركب الأكسيبان لتفاعل فتح الحلقة ليعطي مشتقات ن-الهكسان، إذ يعطي التفاعل مع يوديد الصوديوم بوجود فينيل ثنائي كلورو الفوسفات مركب 6,1-ثنائي يودو الهكسان:
في حين أن التفاعل مع مركب ثلاثي بروميد البورون ومن ثم إجراء أكسدة باستخدام كلوروكرومات البيريدينيوم (PCC) يعطي المشتق الألدهيدي 6-برومو الهكسانال:

## اقرأ أيضاً
- آزيبان
- أكسيبين